# Gebharda Frank
Maria Gebharda Frank OSF (* 21. Oktober 1927 in Seckach; † 31. Mai 2020) war Generaloberin der Franziskanerinnen vom Göttlichen Herzen Jesu.

## Leben
Als Lydia Frank geboren, trat sie 1949 in den Orden der Franziskanerinnen in Gengenbach ein, wo sie den Ordensnamen Maria Gebharda annahm. Frank legte die Profess 1954 ab. Nach der Ausbildung als technische Zeichnerin studierte sie Sozialpädagogik und lehrte anschließend bis 1988 Sozialpädagogik an der Fachschule in Gengenbach, deren Leiterin sie seit 1976 war. Von 1988 bis 1994 war Schwester Gebharda Frank Generalvikarin ihrer Kongregation und von 1994 bis 2006 deren Generaloberin. Ihr folgte Sixta Zapf als Generaloberin.

## Auszeichnungen
- 2007: Bundesverdienstkreuz am Bande
- 1999: Ehrenbürgerin von Seckach